# シャーロット・グレイ (映画)
『シャーロット・グレイ』（Charlotte Gray）は、2001年のイギリス・オーストラリア映画。セバスチャン・フォークスの同名小説をジリアン・アームストロングが映画化。

## ストーリー
第二次世界大戦下、看護婦のシャーロットはロンドンに向かう列車の中で役人のリチャードにパーティーに誘われる。シャーロットはパーティーで出会った空軍のピーターと知り合い、恋に落ちた。シャーロットがフランス語に堪能なことから、リチャードはシャーロットにレジスタンス運動の参加を持ちかけ、シャーロットは引き受ける。

## キャスト
※括弧内は日本語吹替
- シャーロット・グレイ - ケイト・ブランシェット（本田貴子）
- ジュリアン  - ビリー・クラダップ（石川禅）
- ルベート - マイケル・ガンボン（稲垣隆史）
- ピーター・グレゴリー - ルパート・ペンリー＝ジョーンズ（寺杣昌紀）
- リチャード・カナリー - ジェームズ・フリート
- ルネック - アントン・レッサー（荒川太郎）
- ミラベル - ロン・クック（後藤哲夫）
- アンドレ - ルイス・クラッチ
- ジャコブ - マシュー・プラト（川田妙子）
- ポール・ピション - ジャック・シェファード（田原アルノ）
- ボロウスキ - ロバート・ハンズ
- デイジー - アビゲイル・クラッテンデン（百々麻子）
- サリー - シャーロット・マクドゥーガル